# Chamaemelum fuscatum
Chamaemelum fuscatum é uma espécie de planta com flor pertencente à família Asteraceae. 
A autoridade científica da espécie é (Brot.) Vasc., tendo sido publicada em Anais Inst. Vinho Porto 20: 276. 1966.
Os seus nomes comuns são margaça-de-inverno, margaça-fusca ou pamposto.

## Portugal
Trata-se de uma espécie presente no território português, nomeadamente em Portugal Continental.
Em termos de naturalidade é nativa da região atrás indicada.

## Protecção
Não se encontra protegida por legislação portuguesa ou da Comunidade Europeia.